# Campra (stazione sciistica)
Campra è una stazione sciistica svizzera che si estende sul Lucomagno nel comune di Blenio in Canton Ticino. Attrezzata con 30 km di piste di sci di fondo, sorge a 1500 m s.l.m. La stazione ha ospitato due tappe della Coppa del Mondo di sci di fondo.